# Nemaha megye (Nebraska)
Nemaha megye az Amerikai Egyesült Államokban, azon belül Nebraska államban található. Megyeszékhelye és legnagyobb városa Auburn. Lakosainak száma 7074 fő (2020. április 1.). Nemaha megye Otoe, Richardson, Johnson, Pawnee, Atchison és Holt megyékkel határos.

## Népesség
A megye népességének változása:
| Lakosok száma | 7249 | 7267 | 7186 | 7157 | 7046 | 7074 |
|               | 2010 | 2011 | 2012 | 2013 | 2015 | 2020 |